# Machimus impiger
Machimus impiger är en tvåvingeart som beskrevs av Becker 1923. Machimus impiger ingår i släktet Machimus och familjen rovflugor. Inga underarter finns listade i Catalogue of Life.